# Mikrocomputer
Microcomputere er små computere som f.eks. Amiga, PC eller Mac, typisk kun til en enkelt bruger.
Dette står i modsætning til minicomputere og mainframes.